# Abbans-Dessous
Abbans-Dessous ist eine französische Gemeinde mit 247 Einwohnern (Stand: 1. Januar 2022) im Département Doubs in der Region Bourgogne-Franche-Comté.

## Geographie
Abbans-Dessous liegt auf 250 m, drei Kilometer nördlich von Quingey und etwa 16 Kilometer südwestlich der Stadt Besançon (Luftlinie). Das Dorf erstreckt sich am westlichen Rand des Juras, auf einer Geländeterrasse südlich des Doubstals.
Die Fläche des 3,20 km² großen Gemeindegebiets umfasst einen Abschnitt des westlichen französischen Juras. Die nördliche Grenze verläuft entlang dem Doubs, der hier in einem großen Bogen nach Süden ausgreift und durch eine breite Talniederung fließt. Vom Flusslauf erstreckt sich das Gemeindeareal südwärts über eine 20 bis 50 m hohe Steilstufe auf die ungefähr 1 km breite Terrasse von Abbans-Dessous. Ganz im Süden hat die Gemeinde Anteil am Höhenzug zwischen den Tälern von Doubs und Loue. Hier wird mit 315 m die höchste Erhebung von Abbans-Dessous erreicht.
Nachbargemeinden von Abbans-Dessous sind Osselle-Routelle im Norden, Boussières im Osten, Abbans-Dessus im Süden sowie Byans-sur-Doubs im Westen.

## Geschichte
Auf einem felsigen Vorsprung über dem Doubstal bei Abbans-Dessous wurde gegen Ende des 12. Jahrhunderts das Cluniazenserpriorat Lieu-Dieu gegründet. Im Mittelalter gehört Abbans-Dessous zur Herrschaft Abbans-Dessus. Zusammen mit der Franche-Comté gelangte das Dorf mit dem Frieden von Nimwegen 1678 an Frankreich.

## Sehenswürdigkeiten
- Die gotische Himmelfahrts-Kirche in Abbans-Dessous stammt aus dem 14. Jahrhundert.
- In einer Lichtung befindet sich die romanische Kapelle des ehemaligen Priorats Lieu-Dieu aus dem 12. Jahrhundert.

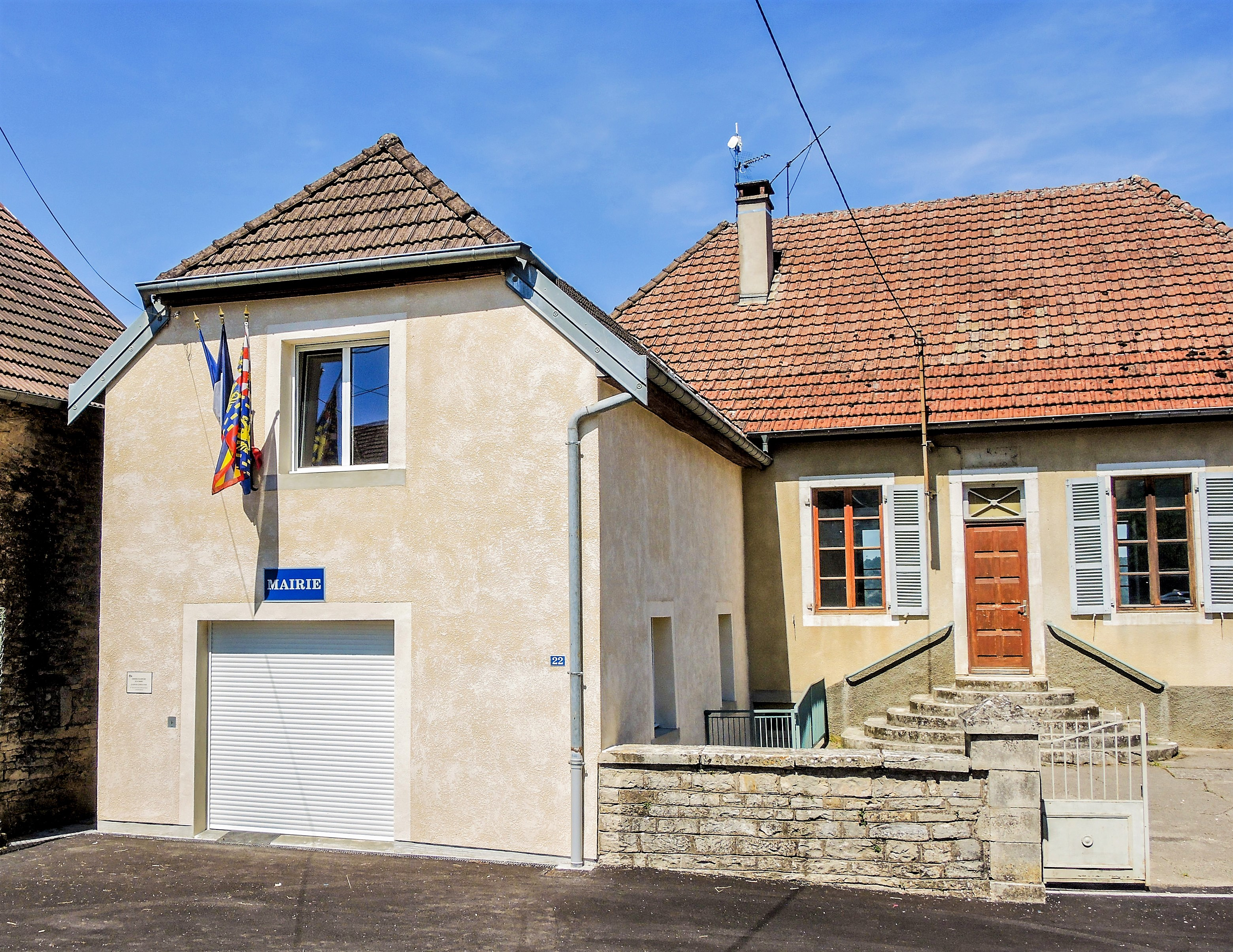
Mairie Abbans-Dessus
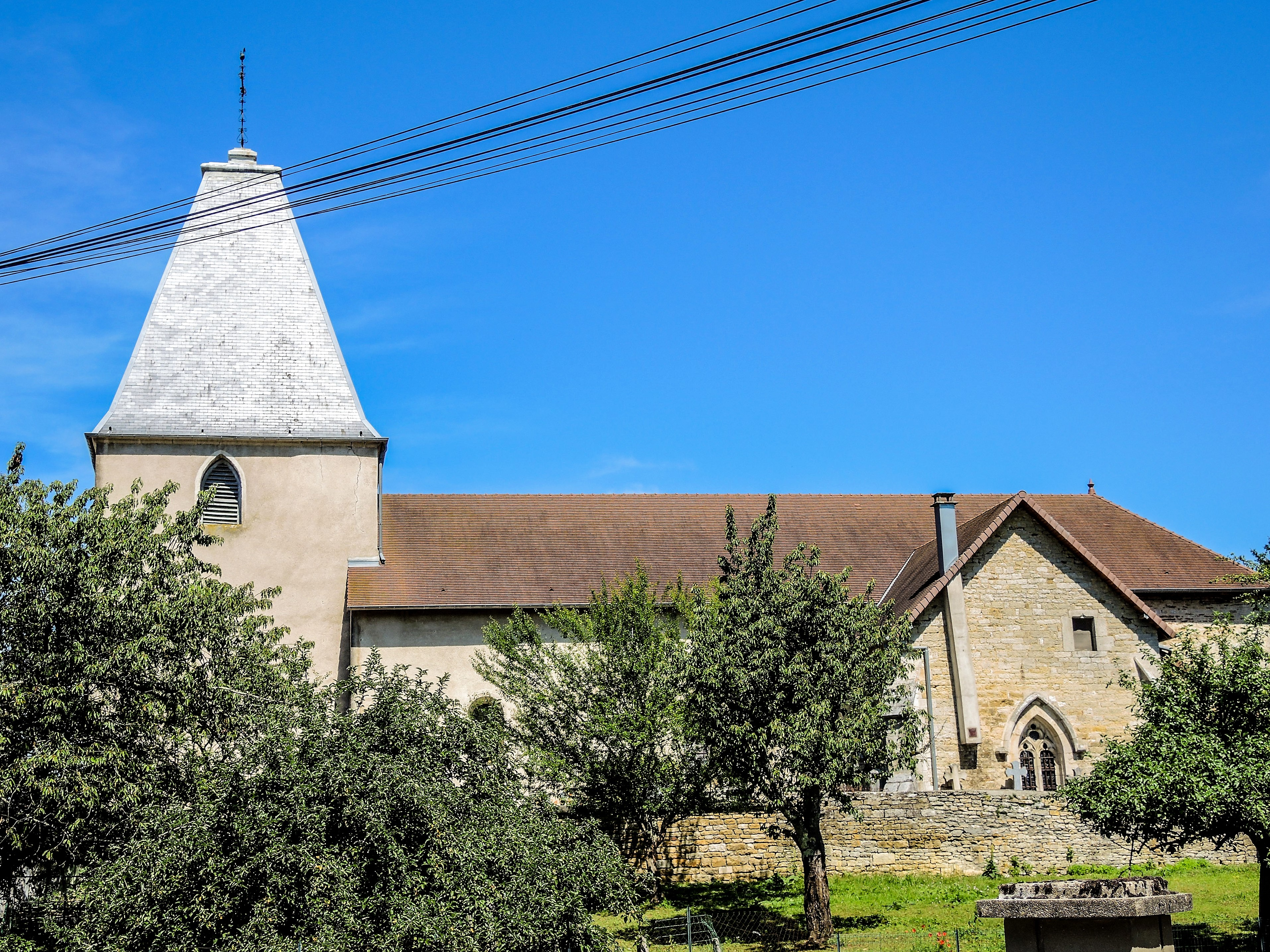
Himmelfahrts-Kirche
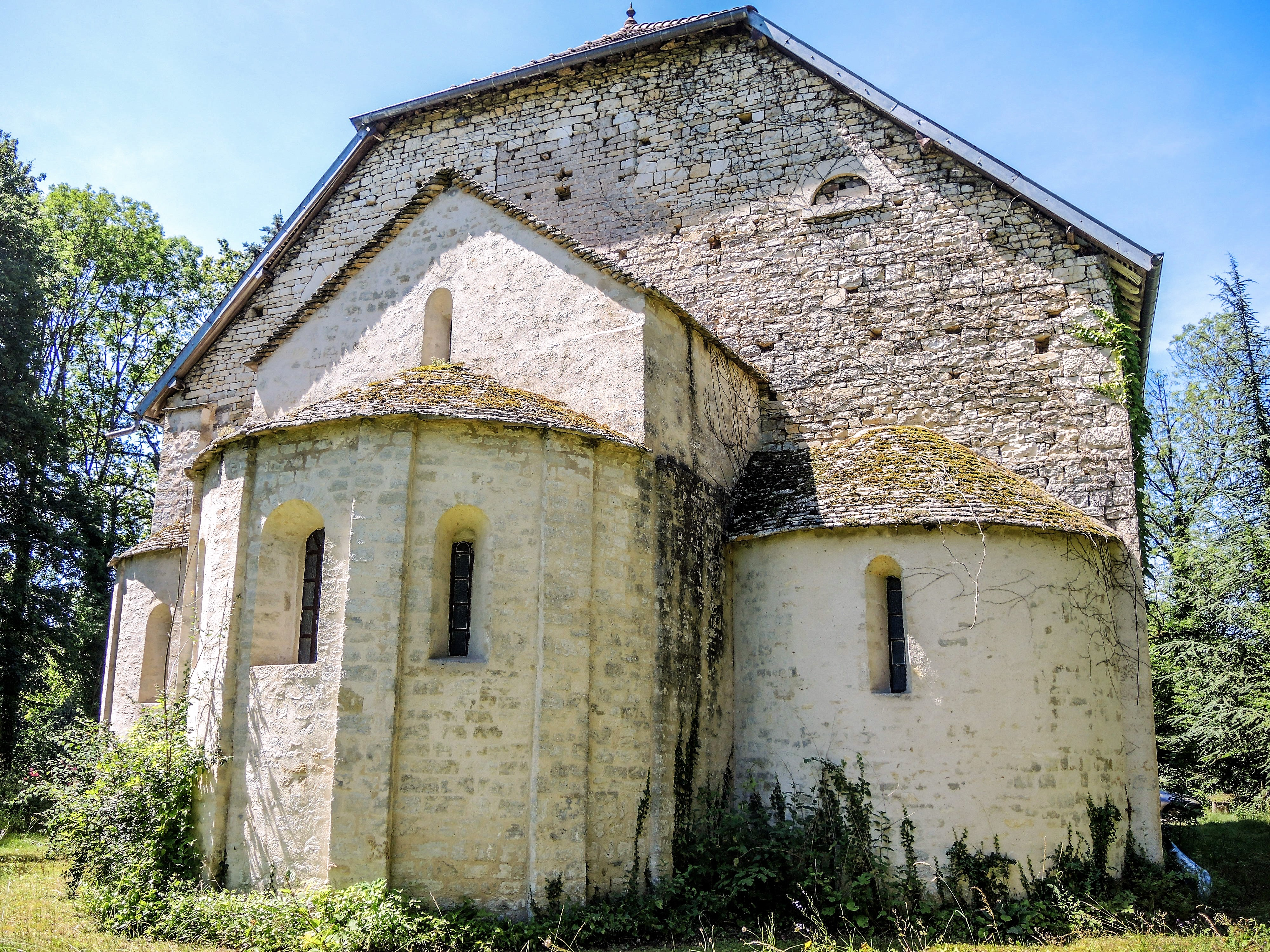
Kapelle des ehemaligen Priorats Lieu-Dieu

## Bevölkerung
| Jahr                       | 1962 | 1968 | 1975 | 1982 | 1990 | 1999 | 2018 |
| Einwohner                  | 130  | 132  | 112  | 138  | 151  | 174  | 258  |
| Quellen: Cassini und INSEE |      |      |      |      |      |      |      |

Mit 247 Einwohnern (Stand: 1. Januar 2022) gehört Abbans-Dessous zu den kleinen Gemeinden des Départements Doubs. Nachdem die Einwohnerzahl in der ersten Hälfte des 20. Jahrhunderts abgenommen hatte (1891 wurden noch 210 Personen gezählt), wurde seit Beginn der 1980er Jahre wieder ein deutliches Bevölkerungswachstum verzeichnet.

## Wirtschaft und Infrastruktur
Abbans-Dessous war bis weit ins 20. Jahrhundert hinein ein vorwiegend durch die Landwirtschaft (Ackerbau, Obstbau und Viehzucht) geprägtes Dorf. Daneben gibt es heute einige Betriebe des lokalen Kleingewerbes. Mittlerweile hat sich das Dorf auch zu einer Wohngemeinde gewandelt. Viele Erwerbstätige sind Wegpendler, die in den größeren Ortschaften der Umgebung ihrer Arbeit nachgehen.
Die Ortschaft liegt abseits der größeren Durchgangsstraßen an einer Departementsstraße, die von Boussières nach Fourg führt. Eine weitere Straßenverbindung besteht mit Abbans-Dessus.